# Иларий Аквилейский
Иларий Аквилейский (убит ок. 284 года) — епископ Аквилейский, священномученик. День памяти — 16 марта.
Святой Иларий, его диакон Татиан, миряне Феликс, Ларг (Largus) и Денис были обезглавлены во времена императора Нумериана. 
Имена святых имеются в Иеронимовом мартирологе, равно как и в каталоге аквилейском. В Аквилее предположительно в IV веке св.Иларию была сооружена восьмиугольная усыпальница (un martyrium ottagonale). В VI веке, во время нашествия лангобардов в Градо, среди гробниц мучеников, укрывался патриарх аквилейский Павел.
В Гориции храм в честь святых был сооружён уже в XIII веке. После расширения он стал приходским храмом к 1460 году. После подавления аквилейского патриархата к 1751 году в честь святых был воздвигнут собор.